# Alekszandr Boriszovics Lebzjak
Alekszandr Boriszovics Lebzjak (oroszul: Александр Борисович Лебзяк; Doneck, 1969. április 15. –) olimpiai bajnok és amatőr világbajnok orosz ökölvívó.

## Eredményei
- 1987-ben junior világbajnok nagyváltósúlyban.
- 1991-ben bronzérmes az Európa-bajnokságon középsúlyban.
- 1991-ben ezüstérmes a világbajnokságon középsúlyban.
- 1993-ban ezüstérmes az Európa-bajnokságon középsúlyban.
- 1996-ban bronzérmes az Európa-bajnokságon középsúlyban, az elődöntőben Erdei Zsolttól szenvedett vereséget.
- 1997-ben világbajnok félnehézsúlyban.
- 1998-ban Európa-bajnok félnehézsúlyban.
- 2000-ben Európa-bajnok félnehézsúlyban.
- 2000-ben olimpiai bajnok félnehézsúlyban. A döntőben a cseh Rudolf Krajt győzte le.

2001-ben profinak állt, de mindössze egy mérkőzést vívott cirkálósúlyban, amit meg is nyert.